# Kolache

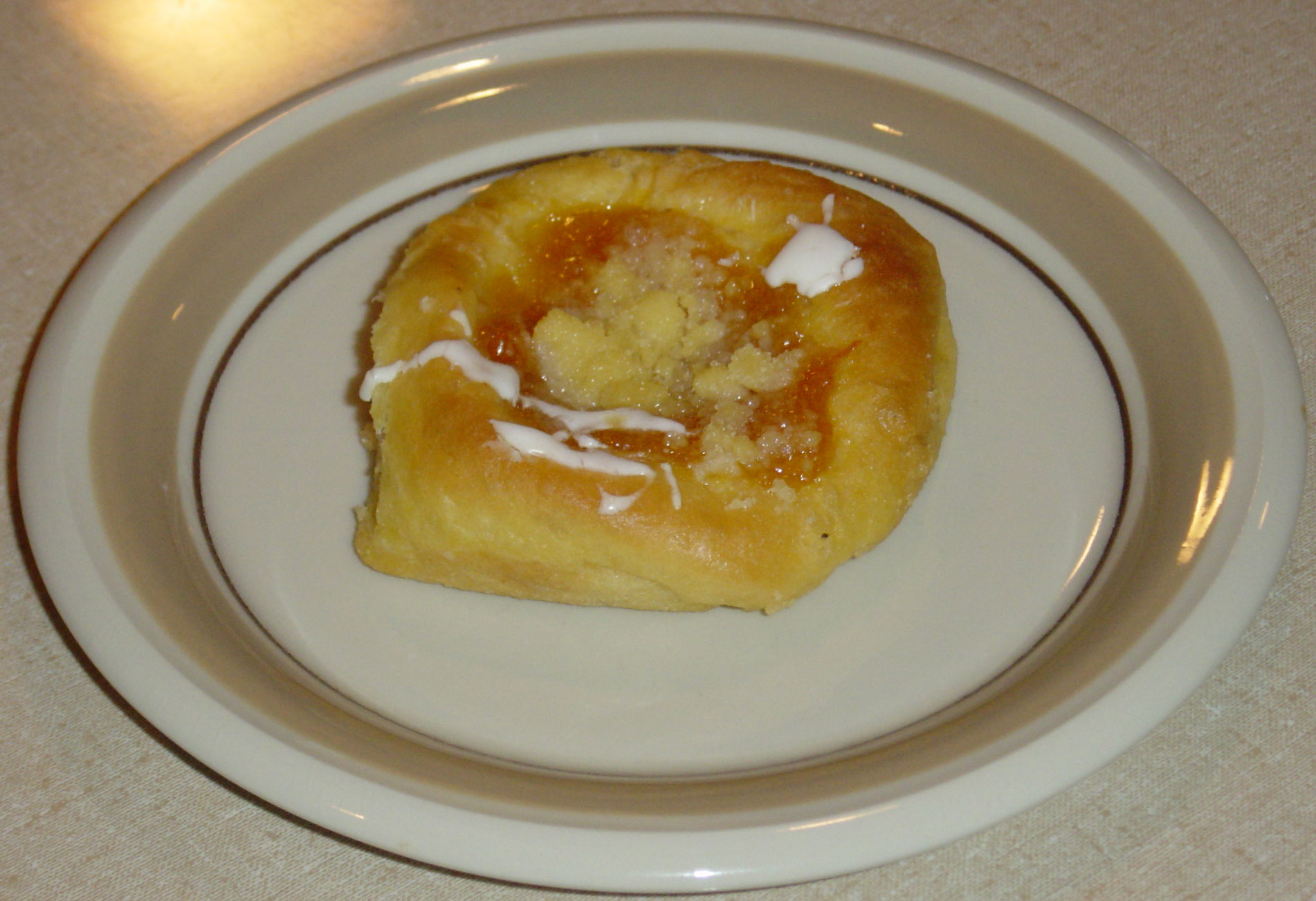
Kolache servido en un plato con relleno de albaricoque.

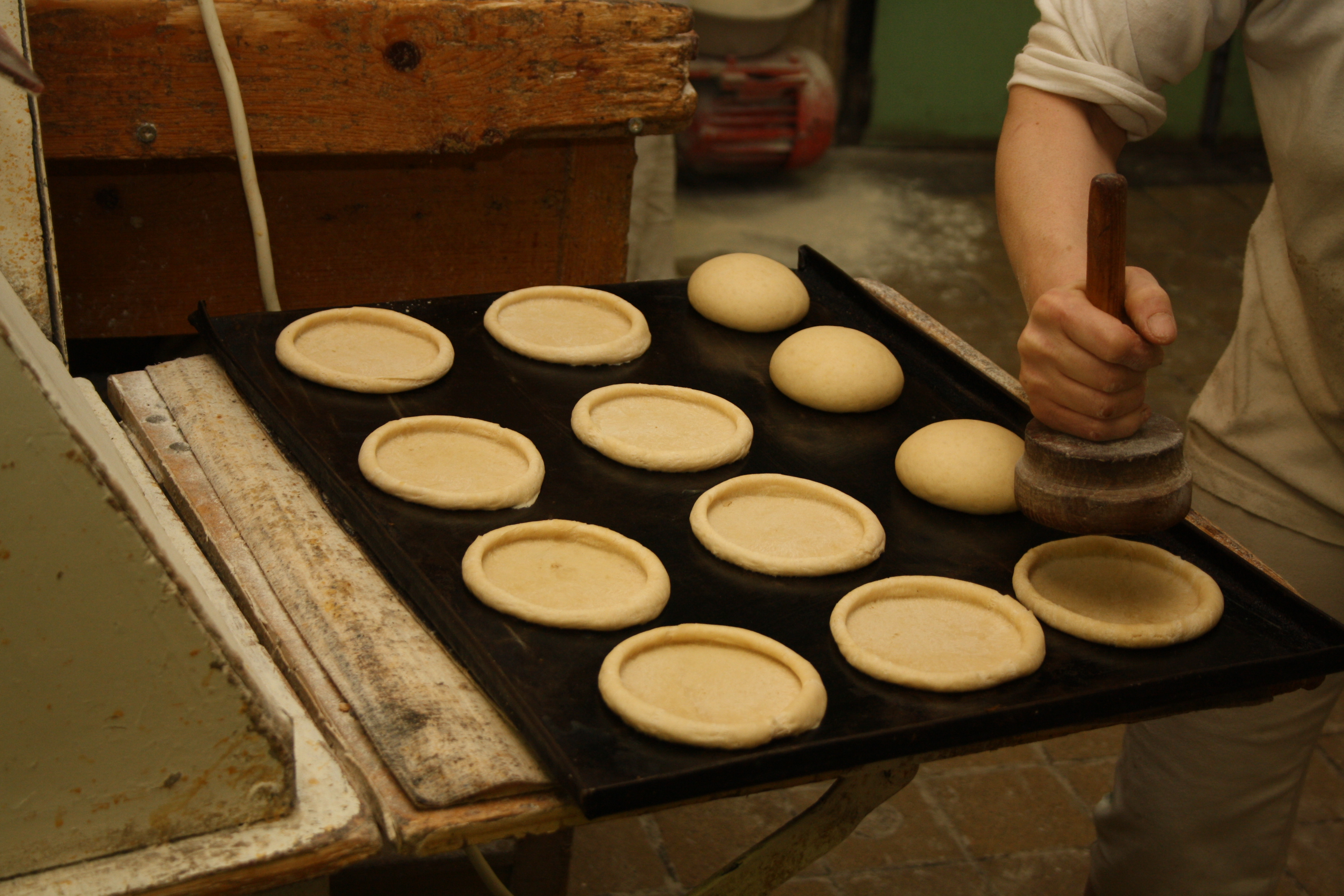
Preparación de los kolache en la panadería checa

Un kolache (de checo koláč (sg.), koláče (pl.) pronunciado como colach, colache) es un tipo de pastel con origen en Chequia. La palabra viene de kolo, que significa círculo. Este bollo se encuentra muy presente en las pastelerías de Europa Central y debido a la inmigración de los habitantes de estos países puede verse en algunas pastelerías de Estados Unidos.
Para preparar kolache se usa masa de levadura. Después se crean círculos y el relleno se pone encima. Tradicionalmente el relleno es de semillas de adormidera, mermelada (sobre todo de ciruela que se llama povidla), requesón, y compotas de frutas. Para decorar se pone drobenka (mezcla de harina, azúcar y mantequilla) encima. Es también común decorar con almendras. A distinción de buchty, kolache están abiertos. Después se hornean y comen cuando tengan temperatura ambiental. 
Hoy en día se producen kolache también en Estados Unidos, Texas, y contienen gran variedad de relleno como queso, chorizo y otros tipos de carne.

## Curiosidades
Este dulce fue elegido para representar la pastelería típica de Chequia en la iniciativa de Café Europa durante la presidencia austriaca de la Unión Europea en 2006.